# روش وی
داریوش ولیزاده معروف به روش وی یا روش وُرِک (انگلیسی: Roosh V؛ زادهٔ ۱۴ ژوئن ۱۹۷۹) یک وبلاگ‌نویس و پیکاپ آرتیست آمریکایی است که به دلیل کارهایش در زمینهٔ اغواگری و ضد فمینیسم شناخته می‌شود. وی متهم به زن‌ستیزی، ترویج تجاوز و یهودستیزی شده‌است. یوتیوب و پی‌پل به دلیل نقض قوانین وب‌سایت به وی خدمات ارائه نمی‌کنند و چند کتاب از وی از آمازون حذف شده‌است.
روش در سال ۲۰۰۱ از دانشگاه دانشگاه مریلند در کالج پارکبا مدرک میکروبیولوژی فارغ‌التحصیل شد.
نظرات او به عنوان قرص قرمز در فیلم ماتریکس و مبتنی بر واقع گرایی نا سیاست پسند توصیف شده. او در گفتگویی با واشینگتن تایمز گفت که فمینیسم میراثی از مردان ضعیفتری برجای گذاشته که بیشتر دوجنسه‌اند.
در مارس ۲۰۱۹، ولیزاده به کلیسای حواری ارمنی گروید و رابطه جنسی خارج از ازدواج را گناه‌آلود خواند و از کتاب‌هایی که در گذشته نوشته ابراز شرم کرد.